# Aristeides Quintilianus
Aristeides Quintilianus war ein antiker Musiktheoretiker. Seine Lebenszeit lässt sich nicht genau bestimmen. Da er Cicero in seinem Werk erwähnt und Martianus Capella ihn verwendet, lässt sie sich zwischen Mitte 1. Jahrh. v. Chr. und 5. Jahrh. n. Chr. einschränken. Inhalt und Grundhaltung seines Werkes lassen die Wende vom 1ten zum 2ten Jahrh. wahrscheinlich erscheinen. Über sein Leben ist nichts überliefert. Bekannt ist nur, dass er die aus drei Büchern bestehende Schrift Περι μουσικῆς (Über die Musik) in griechischer Sprache verfasste. Es ist eine enzyklopädieartige, umfangreiche Darstellung des musikalischen Umfeldes in der Antike. Sie umfasst die Musiktheorie (Harmonik, Rhythmik, Metrik), Erziehung und Heilung durch Musik, Instrumentenkunde, arithmetische Intervalllehre und philosophische Aspekte der Musik.

## Entstehungszeit und Verfasser
Die Entstehungszeit des Buches ist umstritten. Die äußeren Grenzen sind die zweite Hälfte des 1. Jahrhunderts v. Chr., da Aristeides in Buch II Cicero erwähnt, und das Ende des 5. Jahrhunderts n. Chr., da Martianus Capella das Werk als Quelle benutzt. Die Zeitvorstellungen variieren zwischen Ende des 1. Jahrhunderts n. Chr. auf Grund eines Vergleichs mit den Schriften des Ptolemaius (Marcus Meibom) und dem 3. Jahrhundert n. Chr. wegen seiner Nähe zum Neuplatonismus (Carl Julius Caesar). Zwingend lassen sich diese und andere Überlegungen nicht beweisen.
Die Vermutung einiger Gelehrter des 19. Jahrhunderts, dass Aristeides ein Freigelassener des Marcus Fabius Quintilianus sei und zur Zeit des Kaisers Hadrian geschrieben habe, lässt sich nicht belegen. Aus der in seinem Werk gezeigten distanzierten Haltung zum Römischen Reich (Buch II, p.71) und dem Gedenken des ehrenvollen griechischen Volkes (Buch II, p. 73) kann man schließen, dass er Grieche war.

## Aufbau und Inhalt des Werkes
Das Werk ist in drei Bücher unterteilt. Durch die Verwendung verschiedener Quellen werden manche Themen an verschiedener Stelle unterschiedlich beleuchtet. Es ist auch die Vermutung aufgetaucht, dass durch spätere Kopierer Umstellungen vorgenommen wurden. Im Folgenden werden die wesentlichen Themenkomplexe einzeln dargestellt. Die Zitierung wird nach der Seitenzählung in der Ausgabe Marcus Meiboms in der Form „Buch n, p. m“ vorgenommen. Die deutschen Zitate folgen der Übersetzung Rudolf Schäfkes.

### Harmonik
Aristeides stellt die Harmonik (Buch I, p. 9–30) der Musik der griechischen Antike dar, die Töne mit ihren Bezeichnungen, die Tongeschlechter, die griechische Notenschrift etc. Da er einen großen zeitlichen Bereich abdeckt und dabei nur ungenaue Angaben wie „bei den Alten“ macht, sind die Texte nicht leicht zu interpretieren. Die grundsätzliche Einteilung der Geschlechter in Diatonik (Ganz- und Halbtöne), Enharmonik und Chromatik (Vierteltöne, bzw. eine andere Unterteilung des Ganztons) (Buch I, p. 18) und der Tonarten in dorisch, phrygisch und lydisch (Buch I, p. 25) wird zu einem umfangreichen System ausgeweitet. Eine wesentliche Quelle war vermutlich Aristoxenos von Tarent, den er auch einmal namentlich nennt und seine Tonarten zitiert (Buch I, p. 23).

### Rhythmus und Metrik
Zur Definition des Begriffs Rhythmus benutzt Aristeides das Gegensatzpaar Hebung-Senkung (Arsis und Thesis) (Buch I, p. 31). Er erörtert das Thema in fünf Unterabschnitten: die Zeiten und die Versfüße, die Geschlechter der Versfüße, das Zeitmaß, die Veränderungen und die Rhythmusbildung. Diese Einteilung und ein Großteil der Ausführungen ist von Aristoxenos übernommen. Die Versfüße sind aus Hebungen und Senkungen aufgebaut und unterscheiden sich auf vielfältige Weise. Verwandte Versfüße werden zu rhythmischen Geschlechtern zusammengefasst, dem daktylischen, bei dem Hebungen und Senkungen gleichermaßen, also im Verhältnis n:n vorhanden sind (z. B. Spondeus mit langer Senkung und langer Hebung), dem iambischen mit dem Verhältnis n:2n (z. B. Trochäus mit doppelter Senkung und kurzer Hebung) und dem päonischen (Buch I, p. 36–38).
Zur Metrik besteht eine enge Beziehung. Das Wesen der Rhythmik besteht im Wechsel von Hebung und Senkung, das der Metrik in der Ungleichheit der Silben. Dem Versfuß entspricht das Versmaß. Unter den neun angeführten finden sich auch das daktylische, das iambische und das päonische.

### Lob der Musik
Aristeides hat ein begeistertes Lob der Musik geschaffen. Sie sei geeignet zur Erziehung junger Menschen (Buch II, p. 62), diene im Kultus, Kampf und handwerklicher Tätigkeit unterstützend und wirke heilend und lindernd für den, der dessen bedürfe (Buch II, p.65). Von Platon übernimmt er, dass dies durch die besondere Beziehung der Seele zur Musik möglich ist.
Platonisches Gedankengut wird auch ausgebreitet, um darzulegen, wie „die Alten“ die Musik zur Jugenderziehung und Staatsführung benutzt und auch reglementiert haben.
Den Römern bescheinigt er allerdings ein sachlicheres Verhältnis zur Musik: Hauptsächlich rühmt er ihre Militärmusik, auch als Signalgeber im kriegerischen Kampf (Buch II, p. 70). Der Autor beendet die musikalische Völkerkunde mit dem schönen Lob: „Das Volk nun, das die … Musik liebevoll auf dem Ehrenplatz aufnahm, ich meine das griechische …, ist der Tugend wie des gesamten Wissens wegen vom Schicksal gesegnet und überragend an Humanität.“ (Buch II, p. 73)

### Vortrags- und Ausdruckslehre
„…werde ich teils die Lehren gewisser alter Musiker, teils Theorien, die bis heute mit Schweigen übergangen worden sind, vortragen“ (Buch II, p. 75), beginnt der Textabschnitt. Möglicherweise gibt Aristeides hier zum Teil eigene Gedanken wieder. Allerdings nennt er an anderer Stelle auch den Musiktheoretiker Damon von Athen als Quelle (Buch II, p. 95). Die Darstellung des künstlerischen Vortrags ist nicht auf die Musik beschränkt, vielmehr wird auch Tanz und Dichtung miteinbezogen und diese insbesondere durch mehrere Homer-Zitate erläutert. Eine besondere Rolle spielt der Gegensatz männlich/weiblich. Dabei wird das männliche als hart, straff, das weibliche als gelockert, schlaff, bzw. das männliche als stürmisch, kraftvoll, das weibliche als weinerlich, schreiend (Buch II, p. 91, p. 96) beschrieben. Auch diese musikalische Geschlechterkunde hat ihre Wurzel bei Platon. Allerdings stellt Aristeides die weibliche Seite wesentlich negativer dar.

### Mathematische Musiklehre
Die mathematische Musiklehre des Aristeides orientiert sich an Pythagoras, den er auch zitiert. Schriften des Pythagoras zur Musik haben sich nicht erhalten, das Gedankengut der Pythagoreer wurde aber von mehreren Musiktheoretikern wie Nikomachos von Gerasa weitergegeben.
Im ersten Teil wird dargelegt, wie sich auf dem Monochord durch unterschiedlich verkürzte Saiten die Töne insbesondere der bevorzugten Intervalle Quarte, Quinte, Oktave erzeugen lassen (Buch III, p. 116–118). Der Autor berichtet aber auch von den „frühesten Musikern“ (= protoi), die unterschiedliche Töne durch verschieden schwere an eine Saite gehängte Gewichte hergestellt hätten (Buch III, p.113). Hier überliefert er, wie auch andere antike Schriftsteller, die falsche Aussage, dass ein linearer Zusammenhang bestehe, ein Gewichtsverhältnis von 1:2 also zur Oktave, eines von 3:2 zur Quinte usw. führe. Richtig ist ein quadratischer Zusammenhang (1:4 bzw. 9:4).
Wichtiger ist ihm allerdings die Harmonie der Zahlen. Die gehörte Konsonanz wird in Bezug gesetzt und erklärt durch arithmetische und geometrische Proportionen (Buch III, p. 119–120). Es folgt eine metaphysische Darstellung der Zahlen 1 bis 12 (Buch III, p. 122–123), die zum Teil auf pythagoreischem Gedankengut basiert. Aus Musikerkreisen könnte die Vorstellung von der 12 als musikalischster Zahl stammen, da sich bei einer 12 Einheiten langen Saite die Quarte, Quinte und Oktave ganzzahlig abteilen lassen.

### Musikalische Seinslehre
„Nun wollen wir im einzelnen die musikalischen Lehrgegenstände durchgehen und bei jedem seine Gleichartigkeit mit dem Universum ins Licht rücken.“ So leitet Aristeides seine musikalische Seinslehre ein. Er stellt umfassende Beziehungen von der Musik zu der Seele, den Tugenden, dem Weltall mit den Sphären und der Zahlenmystik her. Die Autoren, die er als Quelle benutzt oder die auf Grund gemeinsamer Quellen ähnliches überliefern, sind zahlreich und reichen von Damon von Athen über Poseidonios bis zu Apuleius. Trotz der Vielzahl der Bezüge ist die Nähe zu dem Timaios des Platon nicht zu verkennen. Insbesondere die Lehre von der Seele (Buch III, p.155 f.) mit der Darstellung der Tetraktys ist Platons Zahlenproportionen bezüglich der Weltseele verpflichtet.
Fast am Ende seiner Schrift formuliert Aristeides nochmals ein Lob der Musik: „Die Musik übermittelt die Anfänge und Grundlagen (άρχή) des gesamten Wissens (μάδησις), die Philosophie die höchsten Gipfel (άκρότης)“.

## Nachwirkung und Überlieferung
Aristeides wird von den Autoren der Antike und des Frühmittelalters nicht genannt. Es gilt aber als gesichert, dass Martianus Capella ihn als Quelle benutzt hat. Erst ab dem 12. Jahrhundert wurden die überlieferten Handschriften wieder gelesen und verwendet. Die älteste erhaltene Handschrift ist der Codex Venetus Marcianus VI, 10 Ende des 12. Jahrhunderts. Marcus Meibom erstellte 1652 die erste gedruckte Fassung aus dem Codex Scaligeri, einem Text aus der Pariser Nationalbibliothek und einem Text aus der Bibliotheca Oxoniensis mit einer lateinischen Übersetzung und Kommentar. In der Folge wurde der Text von zahlreichen Musiktheoretikern bearbeitet. Zum Teil wurde Aristeides Quintilianus als Dilettant und „gedankenloser Exzerptor“ abqualifiziert. Da aber keine andere Schrift einen solchen Reichtum an Informationen liefert, hat Aristeides Quintilianus eine große Bedeutung und wird bis in die Gegenwart in vielen Arbeiten zur antiken griechischen Musik zitiert.

## Textausgaben
- Reginald Pepys Winnington-Ingram (Hrsg.): Aristidis Quintiliani De musica libri tres. 1963.
- Rudolf Schäfke: Aristeides Quintilianus: Von der Musik. Berlin-Schöneberg 1937.

## Belege
1. ↑  Rudolf Schäfke: Aristeides Quintilianus Einleitung, S. 47–55
2. ↑  Karl von Jan. In: Paulys Realencyclopädie der classischen Altertumswissenschaft (RE). Band II,2, Stuttgart 1896, Sp. 894–896.
3. ↑  Carl Julius Caesar: Die Grundzüge der Griechischen Rhythmik im Anschluß an Aristides Quintilianus, Marburg 1861, S. 6–12.
4. ↑  Carl Julius Caesar: Die Grundzüge der Griechischen Rhythmik, S. 3.
5. ↑  Rudolf Schäfke: Aristides Quintilianus, S. 47–57.
6. ↑  Rudolf Westphal: Die Musik des griechischen Altertums, S. 251.
7. ↑  Rudolf Schäfke: Aristeides Quintilianus, S. 73.
8. ↑  Rudolf Westphal: Die Musik des griechischen Altertums, Leipzig 1883, S. 97.
9. ↑  Carl Julius Caesar: Die Grundzüge der Griechischen Rhythmik, S. 81.
10. ↑  Rudolf Schäfke: Aristeides Quintilianus. Einleitung, S. 90.
11. ↑  Platon, Timaios 47d.
12. ↑  Platon, Politeia 401c–412a, 424c–425a.
13. ↑  Platon, Nomoi 802 ff.
14. ↑  Christoph Riedweg: Pythagoras, S. 46.
15. ↑  Christoph Riedweg: Pythagoras, S. 108–110.
16. ↑  Rudolf Schäfke: Aristeides Quintilianus, S. 147 f.
17. ↑  Platon, Timaios 35b–36b
18. ↑  Rudolf Schäfke: Aristides Quintilianus. Einleitung, S. 41 f.
19. ↑  Marcus Meibom: Antiquae musicae auctores septem. S. 199.
20. ↑  Rudolf Westphal: Die Musik des griechischen Altertums, S. 253.

| Personendaten    | Personendaten                              |
| ---------------- | ------------------------------------------ |
| NAME             | Aristeides Quintilianus                    |
| KURZBESCHREIBUNG | griechischer Musiktheoretiker              |
| GEBURTSDATUM     | zwischen 1. Jahrhundert und 5. Jahrhundert |
| STERBEDATUM      | zwischen 1. Jahrhundert und 5. Jahrhundert |